# Aristea polycephala
Aristea polycephala là một loài thực vật có hoa trong họ Diên vĩ. Loài này được Harms miêu tả khoa học đầu tiên năm 1900.